# 香港オープン (テニス)
香港オープン（ホンコンオープン、香港綱球公開賽）は、香港で開催されるテニス大会。現在はATPツアーおよびWTAツアー公認の大会となっている。

## 歴史
もともと、香港オープンはATPワールドツアーの前身であるグランプリサーキット時代の1973年に創設。当時はセーラム・オープンとして開催されていた。しかしタバコメーカーの広告規制によりスポンサーが撤退し、2002年の大会で廃止。2003年からタイ・オープンに運営が引き継がれた。
その後2024年よりATPツアーに復帰。マハラシュトラ・オープンよりATP250のライセンスを引き継いだ
女子は1980年から82年と93年に開催されていた。
2014年からはWTAの大会として復帰。現在に至っている。2019年大会から4年間は2019年香港民主化デモの影響で中止になった。

## 大会歴代優勝者

### 女子シングルス
| 年        | 優勝者                           | 準優勝者                     | スコア             |
| --------- | -------------------------------- | ---------------------------- | ------------------ |
| 2024      | Diana Shnaider                   | Katie Boulter                | 6-1, 6-2           |
| 2023      | Leylah Fernandez                 | Kateřina Siniaková           | 3-6, 6-4, 6-4      |
| 2018      | ダヤナ・ヤストレムスカ           | 王薔                         | 6-2, 6-1           |
| 2017      | アナスタシア・パブリュチェンコワ | ダリア・ガブリロワ           | 5-7, 6-3, 7-6(7-3) |
| 2016      | キャロライン・ウォズニアッキ     | クリスティナ・ムラデノビッチ | 6-1, 6-7(4-7), 6-2 |
| 2015      | エレナ・ヤンコビッチ             | アンゲリク・ケルバー         | 3-6, 7-6(7-4), 6-1 |
| 2014      | ザビーネ・リシキ                 | カロリナ・プリスコバ         | 7-5, 6-3           |
| 1994–2013 | 開催なし                         | 開催なし                     | 開催なし           |
| 1993      | 王思婷                           | マリアン・ウィットマイヤー   | 6-4, 3-6, 7-5      |
| 1983–1992 | 開催なし                         | 開催なし                     | 開催なし           |
| 1982      | Catrin Jexell                    | アリシア・モールトン         | 6-3, 7-5           |
| 1981      | ウェンディ・ターンブル           | サビーナ・シモンズ           | 6-3, 6-4           |
| 1980      | ウェンディ・ターンブル           | マーシー・ルイ               | 6-0, 6-2           |

### 女子ダブルス
| 年        | 優勝者                                        | 準優勝者                                                      | スコア             |
| --------- | --------------------------------------------- | ------------------------------------------------------------- | ------------------ |
| 2018      | サマンサ・ストーサー 張帥                     | 青山修子 リジア・マロザワ                                     | 6-4, 6-4           |
| 2017      | 詹皓晴 詹詠然                                 | 逯佳境 王薔                                                   | 6-1, 6-1           |
| 2016      | 詹皓晴 詹詠然                                 | ナオミ・ブローディ ヘザー・ワトソン                           | 6-3, 6-1           |
| 2015      | アリーゼ・コルネ ヤロスラワ・シュウェドワ     | ララ・アルアバレナ アンドレヤ・クレパーチ                     | 7-5, 6-4           |
| 2014      | カロリナ・プリスコバ クリスティナ・プリスコバ | パトリシア・メイヤー＝アッハライトナー アリーナ・ロディオノワ | 6-2, 2-6, [12-10]  |
| 1994–2013 | 開催なし                                      | 開催なし                                                      | 開催なし           |
| 1993      | カリン・クシュベント レイチェル・マッキラン   | デビー・グラハム マリアン・ウィットマイヤー                   | 1-6, 7-6(7-4), 6-2 |
| 1983–1992 | 開催なし                                      | 開催なし                                                      | 開催なし           |
| 1982      | アリシア・モールトン ローラ・デュポン         | イボンヌ・バーマアック ジェニファー・マンデル                 | 6-2, 4-6, 7-5      |
| 1981      | アン清村 シャロン・ウォルシュ (2)             | アン・ホッブズ スーザン・レオ                                 | 6-3, 6-4           |
| 1980      | ウェンディ・ターンブル シャロン・ウォルシュ   | シルバナ・ウルロス ペニー・ジョンソン                         | 6-1, 6-2           |

### 男子シングルス
| 年        | 優勝者                       | 準優勝者                     | スコア                  |
| --------- | ---------------------------- | ---------------------------- | ----------------------- |
| 2025      | アレクサンドル・ミュレール   | 錦織圭                       | 2-6, 6-1, 6-3           |
| 2024      | アンドレイ・ルブレフ         | エーミル・ルースヴオリ       | 6-4, 6-4                |
| 2003–2023 | 開催なし                     | 開催なし                     | 開催なし                |
| 2002      | フアン・カルロス・フェレーロ | カルロス・モヤ               | 6-3, 1-6, 7-6(7-4)      |
| 2001      | マルセロ・リオス             | ライナー・シュットラー       | 7-6(7-3), 6-2           |
| 2000      | ニコラス・キーファー         | マーク・フィリプーシス       | 7-6(7-4), 2-6, 6-2      |
| 1999      | アンドレ・アガシ             | ボリス・ベッカー             | 6-7(4-7), 6-4, 6-4      |
| 1998      | ケネス・カールセン           | バイロン・ブラック           | 6-2, 6-0                |
| 1997      | マイケル・チャン             | パトリック・ラフター         | 6-3, 6-3                |
| 1996      | ピート・サンプラス           | マイケル・チャン             | 6-4, 3-6, 6-4           |
| 1995      | マイケル・チャン             | ヨナス・ビョルクマン         | 6-3, 6-1                |
| 1994      | マイケル・チャン             | パトリック・ラフター         | 6-1, 6-3                |
| 1993      | ピート・サンプラス           | ジム・クーリエ               | 6-3, 6-7(1-7), 7-6(7-2) |
| 1992      | ジム・クーリエ               | マイケル・チャン             | 7-5, 6-3                |
| 1991      | リカルト・クライチェク       | ワリー・マズア               | 6-2, 3-6, 6-3           |
| 1990      | パット・キャッシュ           | アレックス・アントニッチ     | 6-3, 6-4                |
| 1988–89   | 開催なし                     | 開催なし                     | 開催なし                |
| 1987      | エリオット・テルツシャー     | ジョン・フィッツジェラルド   | 6-7, 3-6, 6-1, 6-2, 7-5 |
| 1986      | ラメシュ・クリシュナン       | アンドレス・ゴメス           | 7-6, 6-0, 7-5           |
| 1985      | アンドレス・ゴメス           | アーロン・クリックステイン   | 6-3, 6-3, 3-6, 6-4      |
| 1984      | アンドレス・ゴメス           | トマシュ・スミッド           | 6-3, 6-2                |
| 1983      | ワリー・マズア               | サミー・ジアマルバ・ジュニア | 6-1, 6-1                |
| 1982      | パット・デュプレ             | モリス・ストロード           | 6-3, 6-3                |
| 1981      | バン・ウィニツキー           | マーク・エドモンドソン       | 6-4, 6-7, 6-4           |
| 1980      | イワン・レンドル             | ブライアン・ティーチャー     | 5-7, 7-6, 6-3           |
| 1979      | ジミー・コナーズ             | パット・デュプレ             | 7-5, 6-3, 6-1           |
| 1978      | エリオット・テルチャー       | パット・デュプレ             | 6-4, 6-3, 6-2           |
| 1977      | ケン・ローズウォール         | トム・ゴーマン               | 6-3, 5-7, 6-4, 6-4      |
| 1976      | ケン・ローズウォール         | イリ・ナスターゼ             | 1-6, 6-4, 7-6, 6-0      |
| 1975      | トム・ゴーマン               | サンディー・メイヤー         | 6-3, 6-1, 6-1           |
| 1974      | 雨により中止                 | 雨により中止                 | 雨により中止            |
| 1973      | ロッド・レーバー             | チャーリー・パサレル         | 6-3, 3-6, 6-2, 6-2      |

### 男子ダブルス
| 年      | 優勝者                                              | 準優勝者                                            | スコア          |
| ------- | --------------------------------------------------- | --------------------------------------------------- | --------------- |
| 2002    | ジャン＝マイケル・ギャンビル グレイドン・オリバー   | ウェイン・アーサーズ アンドリュー・クラッツマン     | 6-7, 6-4, 7-6   |
| 2001    | カーステン・ブラーシュ アンドレ・サ                 | ペトル・ルクサ ラデク・ステパネク                   | 6-0, 7-5        |
| 2000    | ウェイン・ブラック ケビン・ウリエット               | ドミニク・フルバティ デビッド・プリノジル           | 6-1, 6-2        |
| 1999    | ジェームス・グリーンホール グラント・シルコック     | アンドレ・アガシ デビッド・ウィートン               | 不戦勝          |
| 1998    | バイロン・ブラック アレックス・オブライエン         | ネビル・ゴッドウィン トーマス・ケトラ               | 7-5, 6-1        |
| 1997    | マルティン・ダム ダニエル・バチェク                 | カーステン・ブラーシュ ジェフ・タランゴ             | 6-3, 6-4        |
| 1996    | パトリック・ガルブレイス アンドレイ・オルホフスキー | ケント・キニアー デイブ・ランドール                 | 6-3, 6-7, 7-6   |
| 1995    | トミー・ホー マーク・フィリプーシス                 | ヤコブ・ラセク パトリック・マッケンロー             | 6-1, 6-7, 7-6   |
| 1994    | ジム・グラブ ブレット・スティーブン                 | ヨナス・ビョルクマン パトリック・ラフター           | 不戦勝          |
| 1993    | デビッド・ウィートン トッド・ウッドブリッジ         | サンドン・ストール ジェイソン・ストルテンバーグ     | 6-1, 6-3        |
| 1992    | ブラッド・ギルバート ジム・グラブ                   | バイロン・ブラック バイロン・タルボット             | 6-2, 6-1        |
| 1991    | パトリック・ガルブレイス トッド・ウィツケン         | グレン・ミチバタ ロバート・ファントフ               | 6-2, 6-4        |
| 1990    | パット・キャッシュ ワリー・マズア                   | ケビン・カレン ジョーイ・ライブ                     | 6-3, 6-3        |
| 1988–89 | 開催なし                                            | 開催なし                                            | 開催なし        |
| 1987    | マーク・クラッツマン ジム・ピュー                   | マーティン・デービス ブラッド・ドルウェット         | 6-7, 6-4, 6-2   |
| 1986    | マイク・デ・パーマー ゲーリー・ドネリー             | パット・キャッシュ マーク・クラッツマン             | 7-6, 6-7, 7-5   |
| 1985    | ブラッド・ドルウェット キム・ウォーウィック         | ヤコブ・ラセク トマシュ・スミッド                   | 3-6, 6-4, 6-2   |
| 1984    | ケン・フラック ロバート・セグソ                     | マーク・エドモンドソン ポール・マクナミー           | 6-7, 6-3, 7-5   |
| 1983    | ドリュー・ギッテイン クレイグ・ミラー               | サミー・ジアマルバ・ジュニア スティーブ・マイスター | 6-2, 6-2        |
| 1982    | チャールズ・ストロード モリス・ストロード           | キム・ウォーウィック バン・ウィニツキー             | 6-4, 3-6, 6-2   |
| 1981    | クリス・ダンク クリス・メイヨッテ                   | マーティン・デービス ブラッド・ドルウェット         | 6-4, 7-6        |
| 1980    | ピーター・フレミング フェルディ・テイガン           | ブルース・マンソン ブライアン・ティーチャー         | 7-5, 6-2        |
| 1979    | パット・デュプレ ボブ・ルッツ                       | スティーブ・デントン マーク・ターピン               | 6-3, 6-4        |
| 1978    | マーク・エドモンドソン ジョン・マークス             | ハンク・フィスター ブラッド・ロウ                   | 5-7, 7-6, 6-1   |
| 1977    | シド・ボール キム・ウォーウィック                   | マーティ・リーセン ロスコー・タナー                 | 7-6, 6-3        |
| 1976    | ハンク・フィスター バッチ・ウォルツ                 | アナンド・アムリトラジ イリ・ナスターゼ             | 6-4, 6-2        |
| 1975    | トム・オッカー ケン・ローズウォール                 | ボブ・カーマイケル サンディー・メイヤー             | 6-3, 6-4        |
| 1974    | 雨により中止                                        | 雨により中止                                        | 雨により中止    |
| 1973    | コリン・ディブリー ロッド・レーバー                 | ポール・ガーケン ブライアン・ゴットフリート         | 6-3, 5-7, 17-15 |